# Wenzel III. (Teschen)

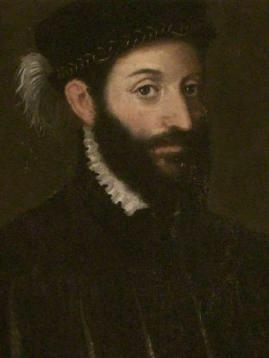
Porträt des Wenzel III. Adam

Wenzel III. Adam (tschechisch Václav III. Adam, polnisch Wacław III Adam; * Dezember 1524; † 4. November 1579) war Herzog von Teschen offiziell von 1528, selbständig von 1545 bis 1579.

## Herkunft und Familie
Wenzel III. Adam entstammte dem Teschener Zweig der Schlesischen Piasten. Seine Eltern waren Herzog Wenzel II. und Anna aus der Linie der fränkischen Hohenzollern des Fürstentums Ansbach.
Als Sechzehnjähriger wurde Wenzel III. Adam am 10. Februar 1540 mit Maria von Pernstein († 1566) vermählt. Sie war die Tochter des mährischen Landeshauptmanns Johann von Pernstein, der noch bis 1545 die Vormundschaft über Heinrich ausübte. Der Ehe entstammten die Kinder:
- Sophie (1540–1541)
- Friedrich Kasimir (1541/42–1571); verheiratet mit Katharina (1540–1569) Tochter des Liegnitzer Herzogs Friedrich III.
- Anna (1543–1564)

Nach dem Tod seiner Frau Maria 1566 heiratete Wenzel III. Adam 1567 Sidonie Katharina, Tochter von Franz I., Herzog von Sachsen-Lauenburg. Dieser Ehe entstammten die Kinder
- Christian August (1570–1571)
- Maria Sidonia (* 10. Mai 1572; † 3. Oktober 1587) war mit Herzog Friedrich IV. von Liegnitz verheiratet.
- Anna Sibylla (* 1573, † nach 1601)
- Adam Wenzel (1574–1617), verheiratet mit Elisabeth († 1601), Tochter des kurländischen Herzogs Gotthard Kettler. Nach dem Tod seines Vaters übernahm Sidonie Katharina die Vormundschaft über ihren jüngeren Sohn Adam Wenzel bis zu dessen Volljährigkeit.[1]
- Johann/Hanuš Albrecht (1578–~1579)

## Leben

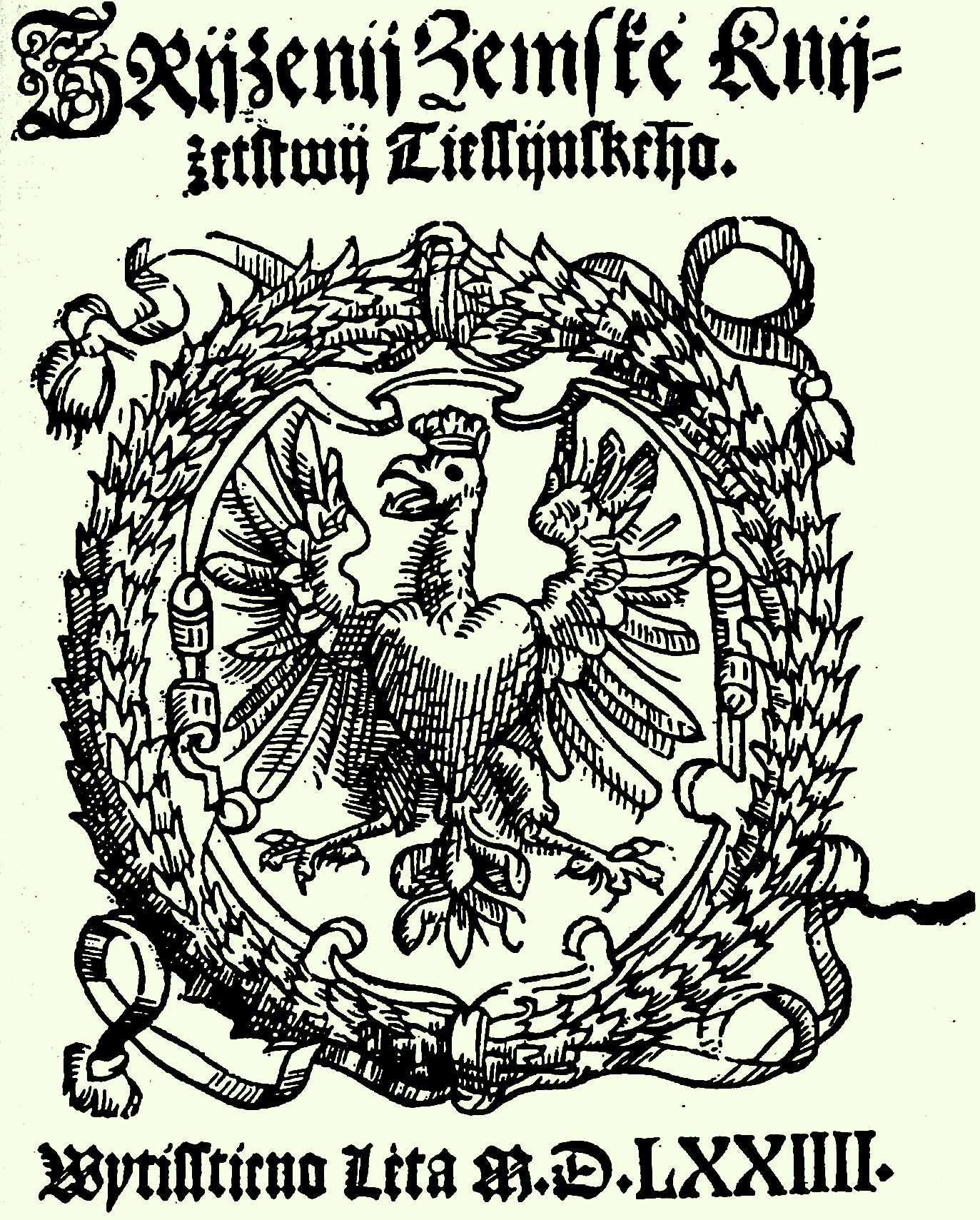
Titelblatt des Landesordnung von Wenzel Adam

1528 starb der Teschener Herzog Kasimir II., der seine beiden Söhne überlebt hatte. Deshalb folgte ihm als regierender Herzog sein erst vierjähriger Enkel Wenzel III. Adam nach. Wenzel III. Adam verbrachte seine Kindheit in Wien, wo er eine umfassende Bildung erhielt und ihm auch medizinische Grundkenntnisse vermittelt wurden. Bis zu seiner Volljährigkeit 1545 stand er unter der Vormundschaft seiner Mutter sowie seines künftigen Schwiegervaters, des mährischen Landeshauptmanns Johann von Pernstein. Nach dem Jahr 1545 wurden die Klöster der Franziskaner (OFM) sowie Dominikaner in Teschen und der Benediktiner in Orlau aufgelöst, jedoch ist die Konfession desselben Herzogs bis zu den 1560er Jahren umstritten. Etwa damals nahmen die Bevölkerung sowie die herzogliche Familie das evangelische Bekenntnis an.
Zum Schutz vor türkischen Einfällen wurden 1541 am Jablunkapass massive Befestigungsanlagen errichtet. 1560 verlieh Wenzel III. Adam Jablunkau das Stadtrecht. Im selben Jahr übertrug er das Herzogtum Bielitz, dem er zugleich Freistadt und Frydek eingliederte, seinem Sohn Friedrich Kasimir. Nach dessen Tod 1571 musste dieses mit Zustimmung Wenzel III. Adams wegen Überschuldung an Karl von Promnitz auf Pleß verkauft werden.
Nach dem Tod des polnischen Königs Sigismund II. August 1573 bewarb sich Wenzel III. Adam, wie auch der Liegnitzer Herzog Heinrich XI., um die polnische Krone. Da sie beide protestantisch und zudem der polnischen Sprache nicht mächtig waren, hatten sie keine Aussicht auf Erfolg. 1572 erließ Wenzel III. Adam eine Landesordnung, 1578 eine Kirchenordnung. Nach seinem Tod 1579 folgte ihm als Herzog von Teschen sein noch nicht volljähriger Sohn Adam Wenzel.